# 社交模拟游戏
社交模拟游戏（英語：social simulation game），又称社会模拟游戏，是模拟游戏的一个子类，是探索人工生命间的社交互动的游戏。模拟人生系列游戏是这类游戏最著名的例子。

## 影响和起源
《模拟人生》于2000年发布，它被称为“几乎是同类游戏中唯一的一个”。但是《模拟人生》和社交模拟游戏有几个重要的先驱。首先，游戏的创作者威尔·莱特承认受到了《小小电脑人》（Little Computer People）和1985年的一个Commodore 64平台游戏的影响。这些游戏都是相似的，但《模拟人生》具有更丰富的游戏体验。其次，威尔·莱特也承认《模拟人生》受到了玩具屋的影响，这通常也告知了这种类型游戏的玩法。
2001年，日本的任天堂64发布了動物之森。在任天堂64的生命周期结束时，开发了一款移植到任天堂GameCube并在全球发布的游戏。随着游戏的受欢迎程度的激增，这个系列也被称作一款社会模拟游戏。牧場物語系列是1996年开始的一个系列游戏，经常与动物森友会系列相比，也被称为社会模拟游戏。它的社会模拟元素来源于一个可以追溯到二十世纪八十年代早期的亚类——戀愛模擬遊戲，如1985年的《Tenshitachi no gogo》和1984年的《Girl's Garden》。
由于这些游戏在21世纪初的成功，電子遊戲已经开始将这一组类似游戏称为社会模拟游戏类型。